# Самар пећина
Самар пећина је пећина у јужној Србији. Налази се у атару села Копајкошара, на обронцима планине Калафат, на 15 км од Сврљига. Самар је речна, проточна пећина кроз коју протиче река Копаја. Дужина пећине је 3.463 метара.

## Карактеристике
Пећину која је тунелског типа је формирала Копајска река, чија се понорница улива на једном крају пећине, а излази на другом крају пећине правећи водопад око 5 метара висине. Сем пећинским накитом, богата је и вировима и каскадама. Излаз пећине краси јединствен камени мост (прераст) висине 15 метара, а ширине 25 метара. Пећина се налази у склопу споменика природе Пећински систем Језава.
Главни канал, са четири сифонска сужења износи 1.940 метара, тунелског је типа и обилује мноштвом вирова и каскада. Од пећинског накита, сталактити и сталагмити су мање заступљени, док доминирају саливи и бигрене кадице.
Одлуком Владе Републике Србије од 28. децембра 2018 године која је ступила на снагу 5. јануара 2019. проглашен је споменик природе I категорије „Пећински систем Самар”.

## Историја
Прошлог века, тачније 1969. године пећина је постала светски позната захваљујући најпознатијем југословенском спелеологу Милутину Вељковићу који се одлучио на несвакидашњи подвиг. Циљ је био оборити светски рекорд за најдужи боравак под земљом који је до тада износио 109 дана. Он је зазидан у пећини провео дугих 464 дана и тако се уписао у Гинисову књигу рекорда и стекао светску славу. Имао је обезбеђену конзервирану храну, лекове, мини шпорет и радио везу као техничку подршку. Милутин је о свом боравку у пећини написао и издао књигу Под каменим небом, базирану на дневнику који је водио током боравка у пећини.
Самар поседује и велику дворану у којој су мештани деценијама пре подвига производили качкаваљ.